# Издательство Принстонского университета
Издательство Принстонского университета (англ. Princeton University Press) — независимое научное книжное издательство, тесно связанное с Принстонским университетом. Штаб-квартира издательства находится в городе Принстон, Нью-Джерси.
Было основано в 1905 году Уитни Дэрроу с финансовой поддержкой издателя Чарльза Скрибнера. Первая книга была опубликована в 1912 году («Lectures on Moral Philosophy» Джона Уизерспуна).

## Пулитцеровская премия
Шесть книг Princeton University Press получили Пулитцеровскую премию.
- Russia Leaves the War / George F. Kennan (1957)[4];
- Banks and Politics in America From the Revolution to the Civil War / Bray Hammond[англ.] (1958)[5];
- Between War and Peace / Herbert Feis (1961)[6];
- Washington, Village and Capital / Constance McLaughlin Green[англ.] (1963)[7];
- The Greenback Era / Irwin Unger[англ.] (1965)[8];
- Machiavelli in Hell / Sebastian de Grazia[англ.] (1989)[9].

## Исторические документы
Некоторые из многотомных публикаций исторических документов:
- The Collected Papers of Albert Einstein
- The Writings of Henry David Thoreau
- The Papers of Woodrow Wilson (69 vol.)
- The Papers of Thomas Jefferson
- Kierkegaard’s Writings

## Избранные публикации
- The Meaning of Relativity / Albert Einstein (1922)
- Atomic Energy for Military Purposes / Henry DeWolf Smyth (1945)
- How to Solve It / George Polya (1945)
- The Open Society and Its Enemies / Karl Popper (1945)
- The Hero With a Thousand Faces / Joseph Campbell (1949)
- The Wilhelm / Baynes translation of the I Ching, Bollingen Series XIX.
- Anatomy of Criticism / Northrop Frye (1957)
- Philosophy and the Mirror of Nature / Richard Rorty (1979)
- QED: The Strange Theory of Light and Matter / Richard Feynman (1985)[10]
- The Great Contraction 1929-1933  / Milton Friedman and Anna Jacobson Schwartz (1963)
- Military Power: Explaining Victory and Defeat in Modern Battle / Stephen Biddle (2004)